# Lame prétrachéale du fascia cervical
La lame prétrachéale du fascia cervical (appelée également l'aponévrose cervicale moyenne, l'aponévrose omo-claviculaire de Richet, l'aponévrose omo-hyoïdo-claviculaire de Paulet ou l'aponévrose thoraco-hyoïdienne de Testut en ancienne nomenclature anatomique) est la partie moyenne profonde du fascia cervical.

## Description
La lame prétrachéale du fascia cervical est constitué de deux plans : un plan superficiel et un plan profond.
La couche superficielle ou fascia des muscles sous-hyoïdiens s'étend entre les muscles omo-hyoïdiens en engainant les muscles sterno-hyoïdiens.
La couche profonde ou fascia prétrachéal engaine les muscles sterno-thyroïdiens et les muscles thyro-hyoïdiens. Elle enveloppe la glande thyroïde et se prolonge devant la trachée pour rejoindre la couche correspondante du côté opposé en passant devant la gaine carotide et devant les viscères cervicaux (larynx, œsophage et pharynx).
Une partie de la lame forme le fascia bucco-pharyngé.
A proximité de la glande thyroïde, la lame prétrachéale s'épaissit pour former le ligament suspenseur de la glande thyroïde qui relie la capsule externe de la glande thyroïde aux structures du larynx.

## Insertion
Au-dessus, la lame prétrachéale du fascia cervical est fixé à l'os hyoïde.
En dessous, elle passe devant la trachée et les gros vaisseaux de la racine du cou, et se confond finalement avec le péricarde.
Latéralement, elle est fusionnée avec la lame prévertébrale du fascia cervical et complète avec lui le compartiment contenant le larynx, la trachée, la glande thyroïde, le pharynx et l'œsophage.

## Rôle
La lame prétrachéale du fascia cervical entoure la glande thyroïde et est responsable de son mouvement pendant la déglutition.